# Benet Casablancas i Domingo
Benet Casablancas i Domingo (Sabadell, Vallès Occidental, 2 d'abril de 1956) és un compositor català. Seguidor de les grans avantguardes del segle xx, i deixeble de Friedrich Cerha i Karl-Heinz Füssl a Viena, el resultat són obres com les Sis escenes de Hamlet (1989), La Petita música nocturna (1992) o els Tres epigrames per a orquestra (2001). Casablancas també ha estat director del Conservatori Superior de Música del Liceu, Premi Nacional de Música de la Generalitat de Catalunya (2007) i Premio Nacional de Música del Ministeri de Cultura d'Espanya (2013). El compositor català ha escrit assajos com El humor en la música. Broma, parodia e ironía. Un ensayo (Reichenberger, Berlín, 2000) i La música catalana i les avantguardes europees (1916-1938) (Publicacions de l'Abadia de Montserrat, 1999).

## Biografia
Va realitzar els seus estudis musicals primer a Sabadell i després al Conservatori Municipal de Música de Barcelona. Posteriorment va ampliar els seus estudis a Viena gràcies a una beca de la Fundació Congrés de Cultura Catalana.
Paral·lelament, va estudiar filosofia a la Universitat Autònoma de Barcelona, on es va llicenciar el 1980. Posteriorment realitzà el seu doctorat en història i ciències de la música. Casablancas ha combinat sempre la composició amb l'activitat docent, la divulgació i la recerca. Durant molts anys ha estat professor i cap de departament d'assignatures teòriques als conservatoris de Badalona i Vila-seca i a l'Escola de Música de Barcelona, impartint les matèries d'Harmonia, Anàlisi, Contrapunt i Fuga. En el camp universitari, ha estat professor associat de la Universitat Pompeu Fabra de Barcelona i col·laborador habitual dels Cursos de Especialización Musical de la Universitat d'Alcalá de Henares.
Ha col·laborat amb solistes, grups i orquestres de gran prestigi, nacionals i internacionals, com ara l'Orquestra de Cambra del Teatre Lliure, l'Orquestra Simfònica de Barcelona i Nacional de Catalunya, la Orquesta Nacional de España, The London Sinfonietta, la BBC Symphony Orchestra, l'Arditti Quartet, l'Orchestre National de Belgique, la London Philharmonic Orchestra, Malmö Symfoni Orkester, el Trio de Barcelona, Trio Kandinsky, el Trio Arbós, l'Ensemble Modern Akademie, l'Ensemble 10/10 de Liverpool, o els pianistes Josep Colom, Jordi Masó, Miquel Villalba o Ananda Sukarlan. Ha publicat nombrosos articles divulgatius i també treballs de caràcter especialitzat (The New Grove, Arietta, Quodlibet, Recerca Musicològica), així com el llibre El humor en la música. Broma, parodia e ironía (Reichenberger, 2000). És també col·laborador habitual de La Vanguardia. Ha estat Director Pedagògic de la Jove Orquestra Nacional de Catalunya (JONC). L'any 2002 fou nomenat director acadèmic del Conservatori Superior de Música del Liceu.
L'any 2008 els seus New Epigrams foren seleccionats pel jurat internacional de la SIMC (Societat Internacional de Música Contemporània) per representar Espanya als ISCM World Music Days celebrats a Vílnius.
Casablancas ha estat sempre interessat a establir nexes amb altres llenguatges artístics, des de la poesia i la literatura en general a la pintura i les arts plàstiques. Pel que fa al primer punt ha posat música a textos del també sabadellenc Josep-Ramón Bach (D'Humanal Fragment, per a mezzo i quartet de corda), Edgar A. Poe (The lake to..., per a contralt i orquestra simfònica), Josep Vicent Foix (És per la ment, per a tenor i piano), Miquel Martí i Pol (Poema d'amor, del llibre Estimada Marta, per a soprano i orquestra), Joan Oliver -Pere Quart- (Ja és hora que se sàpiga, per a soprano i piano), Paul Klee (Retablo sobre textos de Paul Klee, per a soprano, mezzo i piano) i Shakespeare, a les Set Escenes de Hamlet, per a narrador i orquestra, una de les obres més interpretades de l'autor. L'obra de Shakespeare, i més concretament La Tempestat, inspira igualment The Dark Backward of Time, per a gran orquestra simfònica. La forma poètica del haiku és també present en la producció del compositor, amb obres com els Tres Haiku per a piano o l'Haiku per a violí, violoncel i piano que el 2009 foren estrenats al Japó durant una gira de concerts i conferències en aquell país. Pel que fa al segon punt, trobem referents pictòrics en obres com Alter Klang. Impromptu per a orquestra a partir de Klee o Four Darks in Red, inspirada en la pintura del mateix títol de l'artista americà d'origen rus Mark Rothko.
Ha rebut encàrrecs de grups i institucions com l'Orquestra de Cambra Teatre Lliure, l'Orquestra Simfònica de Barcelona i Nacional de Catalunya, la Orquesta Nacional de España, el Miller Theatre at Columbia University New York, The Royal Liverpool Philharmonic Orchestra, Festival de Músiques de Torroella de Montgrí, l'Ensemble Cantus de Croàcia o l'Ensemble 88 de Maastricht. Aquests darrers anys la seva música ha arribat a sales tan prestigioses com el Musikverein de Viena o el Barbican Hall de Londres. Les seves obres són publicades per Tritó Edicions, Emec i Boileau. La seva discografia inclou diversos monogràfics per segells com Naxos, Columna Música, Stradivarius, Fundació Música Contemporània/Emec i Anemos.
L'any 2011 Benet Casablancas signà un contracte editorial amb The Music Sales Group (UME). Les altres editorials que publiquen les seves obres són Tritó Edicions, EMEC i Boileau.
L'any 2013 Casablancas fou guardonat amb el Premio Nacional de Música 2013, en la modalitat de composició, que atorga el Ministeri de Cultura espanyol, el qual ha destacat «la maduresa i la mestria assolides en la seva música, recognoscibles en l'aportació als diversos gèneres que integren el seu catàleg, així com l'àmplia difusió internacional de les seves obres».
Casablancas va ser nomenat Compositor en Residència de l'Orquestra Simfònica de Barcelona i Nacional de Catalunya per a les temporades 2013-2014 i 2014-2015. Actualment treballa en sengles encàrrecs del CNDM de Madrid (JONDE i Festival de Granada), i de l'Ensemble Reconsil de Viena.
El 9 de febrer de 2019 es va estrenar al Gran Teatre del Liceu la seva primera òpera, L'enigma di Lea, basada en una idea original i amb text de Rafael Argullol.

## Premis
- Premi Ciutat de Barcelona (1992)
- Premi Nacional de Música (2007)
- Premi Ferran Sor de la Generalitat i la Diputació de Barcelona
- Musician's Accord (Nova York)
- Tribunas de Compositores de la Fundació March de Madrid
- Premio Nacional del Disco del Ministerio de Cultura
- Composer's Arena d'Amsterdam
- Premi de les Joventuts Musicals de Barcelona
- Premio Nacional de Música (2013)
- Premi Tenacitat (2018)[31]

## Documents i entrevistes
- Al Margen: Inventario de inventores (Radio Clásica-RNE)[32]
- Opus Musica. Revista de Música Clásica (No 34 - Abril 2009)
- Espacio Sonoro. Revista cuatrimestral de música contemporánea (Nº 17 Septiembre 2008)
- ABC De las Artes y las Letras (Nº 857, 5 Julio 2008)[33][34]